# 倉田冬樹
倉田 冬樹（くらた ふゆき、1966年〈昭和41年〉11月25日 - 2019年〈平成31年〉2月21日）は、日本のギタリスト、音楽プロデューサー、アレンジャー。

## 来歴
- 1991年 - 第1回BADオーディションに合格。
- 1992年 - 川島だりあの2作目のシングル「Don't Look Back」の編曲（西田昌史（EARTHSHAKER）と共同）・ギターに参加。
- 1993年 - 川島とFEEL SO BADを結成。ほとんどの作曲・編曲を手がける。
- 2001年 - アルバム「4・3・2・0・0」でソロデビュー。
- 2016年 - 2枚目のソロ・アルバム「Ｔyrannosaurus」を発表。
- 2018年5月 - 肺腺がんを公表。療養に入る。
- 2019年2月21日 - 肺腺がんにより逝去。

## ディスコグラフィー

### アルバム
1. 4・3・2・0・0（2001年1月1日）
2. Ｔyrannosaurus（2016年4月20日）

## 楽曲提供

### 作曲
- NMB48「With my soul」（川島だりあと共同作曲（DARIA & FUYUKI名義））
- 愛内里菜「THANX」（川島だりあと共同作曲（DARIA & FUYUKI名義））
- Caos Caos Caos「Let's Go」（MIOと共同、FUYUKI名義）
- 北原愛子「その笑顔よ 永遠に」（川島だりあと共同作曲（DARIA & FUYUKI名義））
- Crush Tears「閃光の瞬き」（川島だりあと共同作曲（DARIA & FUYUKI名義））

### 作曲・編曲
- UNDER FOREST「BREED･･･野獣ノ純血種」「クライクライクライモリ」
- 上原あずみ「U&I」（川島だりあと共同作曲・編曲（DARIA & FUYUKI名義））

### サウンドプロデュース
- UNDER FORESTアルバム「月影ニ鳴ク虚像ノ恋詩」
- ARESZアルバム「SKILL」

### 編曲
- UNDER FORESTアルバム「月影ニ鳴ク虚像ノ恋詩」全曲
- 川島だりあ『Don't Look Back』「Get it on」「Crazy All Night Long（以上、西田昌史と共同）」「Crazy About You」

## レコーディング参加
- 上原あずみ『生きたくはない僕ら』
- 前田亘輝『GAMBLE』
- EDGE（水野松也）「どこかで君の声が聴こえてくる」